# Haití en la Copa Mundial de Fútbol de 1974
El equipo de la selección de fútbol que representó a Haití en la Copa Mundial de Fútbol de 1974, campeonato celebrado en Alemania, como representante de la Concacaf, al ser ganador de un torneo hexagonal realizado en Puerto Príncipe, capital de Haití en el otoño de 1973.
Desplazó al eterno representante de dicha confederación que era México, el cual tenía seis asistencias consecutivas a la Copa del Mundo desde 1950 hasta 1970.
La Selección de Haití debuta en su primer Campeonato Mundial de Fútbol el 15 de junio de 1974, en el Estadio Olímpico de Munich ante la selección de Italia, subcampeona en el Mundial de 1970 y su imbatible portero Dino Zoff que llevaba el récord de 1300 minutos de no recibir gol. Pero al minuto 46, una descolgada en donde habilitan al centro delantero Emmanuel Sanon el cual le gana la carrera a la defensiva italiana, y anota el gol al imbatible portero. Hasta ahí llegó el récord.

## Clasificación

### Grupo 5
| Equipo      | Pts. | PJ | PG | PE | PP | GF | GC | Dif |
| ----------- | ---- | -- | -- | -- | -- | -- | -- | --- |
| Haití       | 4    | 2  | 2  | 0  | 0  | 12 | 0  | 12  |
| Puerto Rico | 0    | 2  | 0  | 0  | 2  | 0  | 12 | -12 |

| 15 de abril de 1972 | Haití                                                                     | 7:0 (5:0) | Puerto Rico | Estadio Sylvio Cator, Puerto Príncipe                                 |                                                                       |
|                     | Barthélemy 11' · Désir 14' · François 21' · Sanon 30' 33' 67' · Vorbe 73' |           |             | Asistencia: 2 152 espectadores Árbitro(s): Alfonso González Archundia | Asistencia: 2 152 espectadores Árbitro(s): Alfonso González Archundia |

| 23 de abril de 1972 | Puerto Rico | 0:5 (0:2) | Haití                                       | Estadio Sixto Escobar, San Juan                             |                                                             |
|                     |             |           | Bayonne 22' · Désir 39' · Sanon 48' 73' 80' | Asistencia: 1 592 espectadores Árbitro(s): Giovanni Canessa | Asistencia: 1 592 espectadores Árbitro(s): Giovanni Canessa |

 Haití accedió a la ronda final.

### Ronda final: Campeonato de Naciones de la Concacaf de 1973
La ronda final de las eliminatorias sirvió de marco al VI Campeonato Concacaf de Naciones de 1973 celebrado en el Estadio Sylvio Cator de Puerto Príncipe (Haití) del 29 de noviembre al 18 de diciembre de 1973. El campeón del hexagonal era declarado campeón de Concacaf y se clasificaba automáticamente al Mundial de 1974.
| Equipo                | Pts. | PJ | PG | PE | PP | GF | GC | Dif |
| --------------------- | ---- | -- | -- | -- | -- | -- | -- | --- |
| Haití                 | 8    | 5  | 4  | 0  | 1  | 8  | 3  | 5   |
| Trinidad y Tobago     | 6    | 5  | 3  | 0  | 2  | 11 | 4  | 7   |
| México                | 6    | 5  | 2  | 2  | 1  | 10 | 5  | 5   |
| Honduras              | 5    | 5  | 1  | 3  | 1  | 6  | 6  | 0   |
| Guatemala             | 3    | 5  | 0  | 3  | 2  | 4  | 6  | -2  |
| Antillas Neerlandesas | 2    | 5  | 0  | 2  | 3  | 4  | 19 | -15 |

| 1 de diciembre de 1973 | Haití                     | 3:0 (2:0) | Antillas Neerlandesas | Estadio Sylvio Cator, Puerto Príncipe                       |                                                             |
|                        | Sanon 25' 61' · Désir 29' |           |                       | Asistencia: 12 816 espectadores Árbitro(s): Juan Soto París | Asistencia: 12 816 espectadores Árbitro(s): Juan Soto París |

| 4 de diciembre de 1973                       | Haití                    | 2:1 (1:1) | Trinidad y Tobago | Estadio Sylvio Cator, Puerto Príncipe                              |                                                                    |
|                                              | Sanon 9' · Saint-Vil 88' |           | David 14'         | Asistencia: 12 816 espectadores Árbitro(s): José Roberto Henríquez | Asistencia: 12 816 espectadores Árbitro(s): José Roberto Henríquez |
| Se anularon tres goles al equipo trinitario. |                          |           |                   |                                                                    |                                                                    |

| 7 de diciembre de 1973 | Haití         | 1:0 (0:0) | Honduras | Estadio Sylvio Cator, Puerto Príncipe                        |                                                              |
|                        | Saint-Vil 59' |           |          | Asistencia: 14 257 espectadores Árbitro(s): Werner Winsemann | Asistencia: 14 257 espectadores Árbitro(s): Werner Winsemann |

| 13 de diciembre de 1973 | Haití         | 2:1 (1:1) | Guatemala     | Estadio Sylvio Cator, Puerto Príncipe                   |                                                         |
|                         | Sanon 28' 72' |           | Monterroso 4' | Asistencia: 15 361 espectadores Árbitro(s): John Davies | Asistencia: 15 361 espectadores Árbitro(s): John Davies |

| 18 de diciembre de 1973 | Haití | 0:1 (0:1) | México    | Estadio Sylvio Cator, Puerto Príncipe                        |                                                              |
|                         |       |           | Borja 30' | Asistencia: 22 354 espectadores Árbitro(s): Toros Kibritjian | Asistencia: 22 354 espectadores Árbitro(s): Toros Kibritjian |

| Bandera de Haití   |
| Haití              |
| Campeón 1.° título |

## Jugadores
Datos corresponden a situación previo al inicio del torneo.
| #          | Nombre                         | Posición      | Fecha de nacimiento      | Club                 |
| ---------- | ------------------------------ | ------------- | ------------------------ | -------------------- |
| 1          | Henri Françillon               | Portero       | 26 de mayo de 1946       | Victory Sportif Club |
| 2          | Wilner Piquant                 | Portero       | 4 de diciembre de 1951   | Violette A.C.        |
| 3          | Arsène Auguste †               | Defensa       | 3 de febrero de 1951     | Racing Club Haitien  |
| 4          | Fritz André                    | Defensa       | 18 de septiembre de 1946 | Violette A.C.        |
| 5          | Serge Ducosté                  | Defensa       | 4 de febrero de 1944     | Aigle Noir A.C.      |
| 6          | Pierre Bayonne                 | Defensa       | 11 de junio de 1949      | Violette A.C.        |
| 7          | Philippe Vorbe                 | Mediocampista | 14 de septiembre de 1947 | Violette A.C.        |
| 8          | Jean-Claude Désir              | Mediocampista | 8 de agosto de 1946      | Aigle Noir A.C.      |
| 9          | Eddy Antoine                   | Mediocampista | 27 de agosto de 1949     | Racing Club Haitien  |
| 10         | Guy François †                 | Mediocampista | 18 de septiembre de 1947 | Violette A.C.        |
| 11         | Guy Saint-Vil                  | Delantero     | 21 de octubre de 1942    | Racing Club Haïtien  |
| 12         | Ernst Jean-Joseph †            | Defensa       | 11 de junio de 1948      | Violette A.C.        |
| 13         | Serge Racine                   | Mediocampista | 9 de octubre de 1951     | Aigle Noir A.C.      |
| 14         | Wilner Nazaire                 | Defensa       | 30 de marzo de 1950      | Valenciennes FC      |
| 15         | Roger Saint-Vil †              | Delantero     | 8 de diciembre de 1949   | Violette A.C.        |
| 16         | Fritz Leandré †                | Delantero     | 13 de marzo de 1948      | Racing Club Haitien  |
| 17         | Joseph-Marion Leandré          | Delantero     | 9 de mayo de 1945        | Racing Club Haitien  |
| 18         | Claude Barthélemy †            | Defensa       | 9 de mayo de 1945        | Racing Club Haitien  |
| 19         | Jean Hubert Austin             | Mediocampista | 23 de febrero de 1950    | Violette A.C.        |
| 20         | Emmanuel Sanon †               | Delantero     | 25 de junio de 1951      | Beerschot VAC        |
| 21         | Wilfried Louis                 | Defensa       | 25 de octubre de 1949    | Don Bosco FC         |
| 22         | Gérard Joseph                  | Portero       | 22 de octubre de 1949    | Racing Club Haitien  |
| DT         | Antoine Tassy †                |               |                          |                      |
| Asistentes | Claudel Legros y John Boulos † |               |                          |                      |

## Participación

### Primera fase

#### Grupo 4
| Equipo    | Pts | PJ | PG | PE | PP | GF | GC | Dif |
| --------- | --- | -- | -- | -- | -- | -- | -- | --- |
| Polonia   | 6   | 3  | 3  | 0  | 0  | 12 | 3  | 9   |
| Argentina | 3   | 3  | 1  | 1  | 1  | 7  | 5  | 2   |
| Italia    | 3   | 3  | 1  | 1  | 1  | 5  | 4  | 1   |
| Haití     | 0   | 3  | 0  | 0  | 3  | 2  | 14 | -12 |

#### Contra Italia
| 15 de junio de 1974, 18:00 | Italia                                  | 3:1 (0:0) | Haití     | Estadio Olímpico de Múnich, Múnich                            |                                                               |
|                            | Rivera 52' · Benetti 66' · Anastasi 79' | Reporte   | Sanon 46' | Asistencia: 51.100 espectadores Árbitro(s): Vicente Llobregat | Asistencia: 51.100 espectadores Árbitro(s): Vicente Llobregat |

| 1  | PO | Dino Zoff            |     |
| 2  | DF | Luciano Spinosi      |     |
| 3  | DF | Giacinto Facchetti   |     |
| 5  | DF | Francesco Morini     |     |
| 6  | DF | Tarcisio Burgnich    |     |
| 4  | MC | Romeo Benetti        |     |
| 7  | MC | Sandro Mazzola       |     |
| 8  | MC | Fabio Capello        |     |
| 10 | MC | Gianni Rivera        |     |
| 9  | DE | Giorgio Chinaglia    | 76' |
| 11 | DE | Luigi Riva           |     |
| DT | DT | Ferruccio Valcareggi |     |

| 1  | PO | Henri Françillon  |     |
| 3  | DF | Arsène Auguste    |     |
| 6  | DF | Pierre Bayonne    |     |
| 12 | DF | Ernst Jean-Joseph |     |
| 14 | DF | Wilner Nazaire    |     |
| 7  | MC | Philippe Vorbe    |     |
| 8  | MC | Jean-Claude Désir |     |
| 9  | MC | Eddy Antoine      |     |
| 10 | MC | Guy François      |     |
| 11 | DE | Guy Saint-Vil     | 46' |
| 20 | DE | Emmanuel Sanon    |     |
| DT | DT | Antoine Tassy     |     |

| 19 | DE | Pietro Anastasi | 76' |

| 18 | DE | Claude Barthélemy | 46' |

| Anotado | 52' | Gianni Rivera   |
| Anotado | 66' | Romeo Benetti   |
| Anotado | 79' | Pietro Anastasi |

| Anotado | 46' | Emmanuel Sanon |

| Amonestado | 65' | Pierre Bayonne |

| Árbitro             | Vicente Llobregat |
| Árbitros asistentes | Pavel Kazakov     |
| Árbitros asistentes | Nicolae Rainea    |

| 1  | PO | Dino Zoff            |     |
| 2  | DF | Luciano Spinosi      |     |
| 3  | DF | Giacinto Facchetti   |     |
| 5  | DF | Francesco Morini     |     |
| 6  | DF | Tarcisio Burgnich    |     |
| 4  | MC | Romeo Benetti        |     |
| 7  | MC | Sandro Mazzola       |     |
| 8  | MC | Fabio Capello        |     |
| 10 | MC | Gianni Rivera        |     |
| 9  | DE | Giorgio Chinaglia    | 76' |
| 11 | DE | Luigi Riva           |     |
| DT | DT | Ferruccio Valcareggi |     |

| 1  | PO | Henri Françillon  |     |
| 3  | DF | Arsène Auguste    |     |
| 6  | DF | Pierre Bayonne    |     |
| 12 | DF | Ernst Jean-Joseph |     |
| 14 | DF | Wilner Nazaire    |     |
| 7  | MC | Philippe Vorbe    |     |
| 8  | MC | Jean-Claude Désir |     |
| 9  | MC | Eddy Antoine      |     |
| 10 | MC | Guy François      |     |
| 11 | DE | Guy Saint-Vil     | 46' |
| 20 | DE | Emmanuel Sanon    |     |
| DT | DT | Antoine Tassy     |     |

| 19 | DE | Pietro Anastasi | 76' |

| 18 | DE | Claude Barthélemy | 46' |

| Anotado | 52' | Gianni Rivera   |
| Anotado | 66' | Romeo Benetti   |
| Anotado | 79' | Pietro Anastasi |

| Anotado | 46' | Emmanuel Sanon |

| Amonestado | 65' | Pierre Bayonne |

| Árbitro             | Vicente Llobregat |
| Árbitros asistentes | Pavel Kazakov     |
| Árbitros asistentes | Nicolae Rainea    |

#### Contra Polonia
| 19 de junio de 1974, 19:30 | Haití | 0:7 (0:5) | Polonia                                                         | Estadio Olímpico de Múnich, Múnich                              |                                                                 |
|                            |       | Reporte   | Lato 17', 87' · Deyna 18' · Szarmach 30', 34', 50' · Gorgoń 31' | Asistencia: 23.400 espectadores Árbitro(s): Govindasamy Suppiah | Asistencia: 23.400 espectadores Árbitro(s): Govindasamy Suppiah |

| 1  | PO | Henri Françillon  |     |
| 3  | DF | Arsène Auguste    |     |
| 4  | DF | Fritz André       | 37' |
| 6  | DF | Pierre Bayonne    |     |
| 14 | DF | Wilner Nazaire    |     |
| 7  | MC | Philippe Vorbe    |     |
| 8  | MC | Jean-Claude Désir |     |
| 9  | MC | Eddy Antoine      |     |
| 10 | MC | Guy François      |     |
| 15 | DE | Roger Saint-Vil   | 46' |
| 20 | DE | Emmanuel Sanon    |     |
| DT | DT | Antoine Tassy     |     |

| 2  | PO | Jan Tomaszewski    |     |
| 4  | DF | Antoni Szymanowski |     |
| 6  | DF | Jerzy Gorgoń       |     |
| 9  | DF | Władysław Żmuda    |     |
| 10 | DF | Adam Musiał        | 71' |
| 12 | MC | Kazimierz Deyna    |     |
| 13 | MC | Henryk Kasperczak  |     |
| 14 | MC | Zygmunt Maszczyk   | 65' |
| 16 | DE | Grzegorz Lato      |     |
| 17 | DE | Andrzej Szarmach   |     |
| 18 | DE | Robert Gadocha     |     |
| DT | DT | Kazimierz Górski   |     |

| 18 | DF | Claude Barthélemy | 37' |
| 13 | DE | Serge Racine      | 46' |

| 11 | MC | Lesław Ćmikiewicz | 65' |
| 5  | DF | Zbigniew Gut      | 71' |

| Anotado | 17' | Grzegorz Lato    |
| Anotado | 18' | Kazimierz Deyna  |
| Anotado | 30' | Andrzej Szarmach |
| Anotado | 31' | Jerzy Gorgoń     |
| Anotado | 34' | Andrzej Szarmach |
| Anotado | 50' | Andrzej Szarmach |
| Anotado | 87' | Grzegorz Lato    |

| Amonestado | 71' | Pierre Bayonne |

| Árbitro             | Govindasamy Suppiah |
| Árbitros asistentes | Károly Palotai      |
| Árbitros asistentes | Erich Linemayr      |

| 1  | PO | Henri Françillon  |     |
| 3  | DF | Arsène Auguste    |     |
| 4  | DF | Fritz André       | 37' |
| 6  | DF | Pierre Bayonne    |     |
| 14 | DF | Wilner Nazaire    |     |
| 7  | MC | Philippe Vorbe    |     |
| 8  | MC | Jean-Claude Désir |     |
| 9  | MC | Eddy Antoine      |     |
| 10 | MC | Guy François      |     |
| 15 | DE | Roger Saint-Vil   | 46' |
| 20 | DE | Emmanuel Sanon    |     |
| DT | DT | Antoine Tassy     |     |

| 2  | PO | Jan Tomaszewski    |     |
| 4  | DF | Antoni Szymanowski |     |
| 6  | DF | Jerzy Gorgoń       |     |
| 9  | DF | Władysław Żmuda    |     |
| 10 | DF | Adam Musiał        | 71' |
| 12 | MC | Kazimierz Deyna    |     |
| 13 | MC | Henryk Kasperczak  |     |
| 14 | MC | Zygmunt Maszczyk   | 65' |
| 16 | DE | Grzegorz Lato      |     |
| 17 | DE | Andrzej Szarmach   |     |
| 18 | DE | Robert Gadocha     |     |
| DT | DT | Kazimierz Górski   |     |

| 18 | DF | Claude Barthélemy | 37' |
| 13 | DE | Serge Racine      | 46' |

| 11 | MC | Lesław Ćmikiewicz | 65' |
| 5  | DF | Zbigniew Gut      | 71' |

| Anotado | 17' | Grzegorz Lato    |
| Anotado | 18' | Kazimierz Deyna  |
| Anotado | 30' | Andrzej Szarmach |
| Anotado | 31' | Jerzy Gorgoń     |
| Anotado | 34' | Andrzej Szarmach |
| Anotado | 50' | Andrzej Szarmach |
| Anotado | 87' | Grzegorz Lato    |

| Amonestado | 71' | Pierre Bayonne |

| Árbitro             | Govindasamy Suppiah |
| Árbitros asistentes | Károly Palotai      |
| Árbitros asistentes | Erich Linemayr      |

#### Contra Argentina
| 23 de junio de 1974, 16:00 | Argentina                                   | 4:1 (2:0) | Haití     | Estadio Olímpico de Múnich, Múnich                               |                                                                  |
|                            | Yazalde 15', 68' · Houseman 18' · Ayala 55' | Reporte   | Sanon 63' | Asistencia: 24.000 espectadores Árbitro(s): Pablo Sánchez Ibáñez | Asistencia: 24.000 espectadores Árbitro(s): Pablo Sánchez Ibáñez |

| 1  | PO | Daniel Carnevali     |     |
| 10 | DF | Ramón Heredia        |     |
| 14 | DF | Roberto Perfumo      |     |
| 16 | DF | Francisco Sá         |     |
| 20 | DF | Enrique Wolff        |     |
| 18 | MC | Roberto Telch        |     |
| 2  | DE | Rubén Ayala          |     |
| 3  | DE | Carlos Babington     |     |
| 11 | DE | René Houseman        | 57' |
| 13 | DE | Mario Alberto Kempes | 52' |
| 22 | DE | Héctor Yazalde       |     |
| DT | DT | Vladislao Cap        |     |

| 1  | PO | Henri Françillon  |     |
| 2  | DF | Serge Ducosté     |     |
| 3  | DF | Pierre Bayonne    |     |
| 5  | DF | Wilner Nazaire    | 25' |
| 6  | DF | Wilfried Louis    |     |
| 4  | MC | Philippe Vorbe    |     |
| 7  | MC | Jean-Claude Désir |     |
| 8  | MC | Eddy Antoine      |     |
| 10 | MC | Serge Racine      |     |
| 11 | DE | Guy Saint-Vil     | 52' |
| 19 | DE | Emmanuel Sanon    |     |
| DT | DT | Antoine Tassy     |     |

| 4 | DE | Agustín Balbuena      | 52' |
| 6 | DE | Miguel Ángel Brindisi | 57' |

| 17 | DF | Joseph-Marion Leandré | 25' |
| 16 | DE | Fritz Leandré         | 52' |

| Anotado | 15' | Héctor Yazalde |
| Anotado | 18' | René Houseman  |
| Anotado | 55' | Rubén Ayala    |
| Anotado | 68' | Héctor Yazalde |

| Anotado | 63' | Emmanuel Sanon |

| Amonestado | 26' | Carlos Babington |
| Amonestado | 60' | Ramón Heredia    |

| Amonestado | 85' | Fritz Leandré |

| Árbitro             | Pablo Sánchez Ibáñez |
| Árbitros asistentes | Kurt Tschenscher     |
| Árbitros asistentes | Rudi Glöckner        |

| 1  | PO | Daniel Carnevali     |     |
| 10 | DF | Ramón Heredia        |     |
| 14 | DF | Roberto Perfumo      |     |
| 16 | DF | Francisco Sá         |     |
| 20 | DF | Enrique Wolff        |     |
| 18 | MC | Roberto Telch        |     |
| 2  | DE | Rubén Ayala          |     |
| 3  | DE | Carlos Babington     |     |
| 11 | DE | René Houseman        | 57' |
| 13 | DE | Mario Alberto Kempes | 52' |
| 22 | DE | Héctor Yazalde       |     |
| DT | DT | Vladislao Cap        |     |

| 1  | PO | Henri Françillon  |     |
| 2  | DF | Serge Ducosté     |     |
| 3  | DF | Pierre Bayonne    |     |
| 5  | DF | Wilner Nazaire    | 25' |
| 6  | DF | Wilfried Louis    |     |
| 4  | MC | Philippe Vorbe    |     |
| 7  | MC | Jean-Claude Désir |     |
| 8  | MC | Eddy Antoine      |     |
| 10 | MC | Serge Racine      |     |
| 11 | DE | Guy Saint-Vil     | 52' |
| 19 | DE | Emmanuel Sanon    |     |
| DT | DT | Antoine Tassy     |     |

| 4 | DE | Agustín Balbuena      | 52' |
| 6 | DE | Miguel Ángel Brindisi | 57' |

| 17 | DF | Joseph-Marion Leandré | 25' |
| 16 | DE | Fritz Leandré         | 52' |

| Anotado | 15' | Héctor Yazalde |
| Anotado | 18' | René Houseman  |
| Anotado | 55' | Rubén Ayala    |
| Anotado | 68' | Héctor Yazalde |

| Anotado | 63' | Emmanuel Sanon |

| Amonestado | 26' | Carlos Babington |
| Amonestado | 60' | Ramón Heredia    |

| Amonestado | 85' | Fritz Leandré |

| Árbitro             | Pablo Sánchez Ibáñez |
| Árbitros asistentes | Kurt Tschenscher     |
| Árbitros asistentes | Rudi Glöckner        |

## Goleadores
| Jugador        | Anotado | A. | Min. |
| -------------- | ------- | -- | ---- |
| Emmanuel Sanon | 2       | 0  | 270  |